# Kos Rong Sam Lem
Kos Rong Sam Lem är en ö i Kambodja.   Den ligger i provinsen Koh Kong, i den sydvästra delen av landet, 210 km sydväst om huvudstaden Phnom Penh. Arean är 25,1 kvadratkilometer.
Terrängen på Kos Rong Sam Lem är platt. Öns högsta punkt är 197 meter över havet. Den sträcker sig 9,3 kilometer i nord-sydlig riktning, och 6,7 kilometer i öst-västlig riktning.